# Rież
Rież (ros. Реж) — miasto w Federacji Rosyjskie, w obwodzie swierdłowskim. Centrum administracyjne rejonu rieżewskiego.
Położone na wschodnim stoku Środkowego Uralu nad brzegami rzeki Rież, 83 km na północny wschód od Jekaterynburga. Ze względu na rzeźbę terenu nazywany przez mieszkańców "Rosyjską Szwajcarią". W mieście stacja kolejowa.

## Historia
Powstał jako osiedle mieszkaniowe budowniczych zakładów metalurgicznych w 1773 roku. Prawa miejskie nadano w roku 1943. Do 1917 słynął z kowalstwa artystycznego.